# Deutsche Popcharts
Die Deutschen Popcharts (zurzeit Pop Top 20) sind eine Chartauswertung des Marktforschungsunternehmens GfK Entertainment, die wöchentlich veröffentlicht werden. Sie beinhalten die erfolgreichsten Popalben auf dem Musikmarkt und gelten als offizielle Popcharts in Deutschland.

## Allgemeine Informationen und Qualifikationskriterien
Die Deutschen Popcharts werden im Auftrag des Bundesverband Musikindustrie vom deutschen Marktforschungsunternehmen GfK Entertainment ermittelt. Sie erfassen Verkäufe von Bild- beziehungsweise Tonträgern, Downloads und Musikstreamings mit Popmusik als Endverbraucher. Die Zuteilung zum Pop-Genre wird durch die Anmeldung im Phononet-Artikelstamm (u. a. Programmarten 102, 104, 118, 180, 187 oder 192) festgelegt. Es handelt sich hierbei um „Repertoire-Charts“, die das Marktsegment „Pop“ abbilden. Sollten Bild- oder Tonträger im Phononet-Artikelstamm als Pop-Produkte gekennzeichnet sein, jedoch offensichtlich nicht in dieses Repertoire-Segment gehören (Falschkennzeichnungen), soll GfK Entertainment Meldungen unberücksichtigt lassen, sofern der zuständige Vertreiber dem zustimmt. In Zweifelsfällen entscheiden Prüfungsbeauftragte darüber. Die Deutschen Popcharts bilden einen Auszug aus den regulären Album Top 100 ab, in denen Verkäufe unabhängig von jeglichen Repertoire-Segmenten erfasst werden. Eine parallele Platzierung eines Produktes sowohl in den Album Top 100 als auch in den Pop Top 20 ist daher nicht nur grundsätzlich möglich, sondern wird bei stark verkaufenden Produkten die Regel sein. Für die Pop Top 20 sind nur solche Produkte qualifiziert, die über eine Händlerbreite von mindestens zwei Händlergruppierungen verfügen, was bedeutet das wöchentlich mindestens zwei der in der Stichprobe erfassten Händlergruppierungen mindestens ein Produkt des relevanten Titels verkauft haben müssen, damit es sich für die Popcharts qualifizieren kann. Bei den Deutschen Popcharts handelt sich nicht nur um Repertoire-Charts, sondern auch um „Artist-Charts“, das heißt Sampler werden nicht berücksichtigt.

## Meilensteine
Die Einführung der Deutschen Popcharts erfolgte am 13. Dezember 2024 als wöchentliche Top-20-Hitparade für Musikalben. Als erstes Werk konnte sich dabei The Tortured Poets Department der US-amerikanischen Musikerin Taylor Swift an der Chartspitze platzieren. Am 3. Januar 2025 konnte sich mit Hop, von der südkoreanischen Boygroup Stray Kids, ein Album zum zweiten Mal an der Chartspitze platzieren. Das erste Album, das seine Spitzenplatzierung verteidigen konnte, war Mayhem von der US-amerikanischen Musikerin Lady Gaga zwischen dem 14. März bis 27. März 2025. Bislang schafften es lediglich zwei Alben, sich drei Wochen an der Chartspitze zu platzieren, dies waren mit Unterbrechungen Hit Me Hard and Soft von der US-amerikanischen Musikerin Billie Eilish und Schönhauser vom deutschen Musiker Zartmann, dessen Album sich drei Woche am Stück auf Platz eins platzierte, dem einzigen Album dem das gelang. Am 14. Februar 2025 war Swift zudem die erste Interpretin, der es gelang, mit Lover ein zweites Album an der Chartspitze zu platzieren.

## Liste der Nummer-eins-Alben in den Popcharts
| 2024 | 2025 |
| --- | --- |
| - Taylor Swift – The Tortured Poets Department - 1 Woche (13. Dezember – 19. Dezember) - Stray Kids – Hop - 1 Woche (20. Dezember – 26. Dezember, insgesamt 2 Wochen) - Michael Bublé – Christmas - 1 Woche (27. Dezember 2024 – 2. Januar 2025) | - Michael Bublé – Christmas - 1 Woche (27. Dezember 2024 – 2. Januar 2025) - Stray Kids – Hop - 1 Woche (3. Januar – 9. Januar, insgesamt 2 Wochen) - Billie Eilish – Hit Me Hard and Soft - 1 Woche (10. Januar – 16. Januar, insgesamt 3 Wochen) - Fynn Kliemann – Tod - 1 Woche (17. Januar – 23. Januar) - Robbie Williams – Better Man (O.S.T.) - 1 Woche (24. Januar – 30. Januar) - Teddy Swims – I've Tried Everything But Therapy (Part 2) - 1 Woche (31. Januar – 6. Februar) - Billie Eilish – Hit Me Hard and Soft - 1 Woche (7. Februar – 13. Februar, insgesamt 3 Wochen) - Taylor Swift – Lover - 1 Woche (14. Februar – 20. Februar) - Sabrina Carpenter – Short n’ Sweet - 1 Woche (21. Februar – 27. Februar) - Provinz – Pazifik - 1 Woche (28. Februar – 6. März) - Lisa – Alter Ego - 1 Woche (7. März – 13. März) - Lady Gaga – Mayhem - 2 Wochen (14. März – 27. März) - Benny Blanco & Selena Gomez – I Said I Love You First - 1 Woche (28. März – 3. April) - O’Bros – To Be Honest - 1 Woche (4. April – 10. April) - Zartmann – Schönhauser - 3 Wochen (11. April – 1. Mai) - Billie Eilish – Hit Me Hard and Soft - 1 Woche (2. Mai – 8. Mai, insgesamt 3 Wochen) - Giovanni Zarrella – Universo - 1 Woche (9. Mai – 15. Mai) - VNV Nation – Construct - 1 Woche (16. Mai – 22. Mai) - Dire Straits – Brothers in Arms - 1 Woche (23. Mai – 29. Mai) - Sarah Connor – Freigeistin - 1 Woche (30. Mai – 5. Juni) - Jeremias – Trust - 1 Woche (6. Juni – 12. Juni) - Enhypen – Desire: Unleash - 1 Woche (13. Juni – 19. Juni) - Madeline Juno – Anomalie, Pt. 1 - 1 Woche (20. Juni – 26. Juni) - Thomas Anders – Thomas Anders …sings Modern Talking: Ready for Romance - 1 Woche (27. Juni – 3. Juli) - Lorde – Virgin - 1 Woche (4. Juli – 10. Juli) - Pupo – Sieme - 1 Woche (11. Juli – 17. Juli) - Amy Macdonald – Is This What You’ve Been Waiting for? - 1 Woche (18. Juli – 24. Juli) - Alex Warren – You’ll Be Alright, Kid - … Wochen (seit dem 25. Juli) |